# Njaja i wajsieszika
Zasugerowano, aby zintegrować ten artykuł z artykułem Njaja (dyskusja). Nie opisano powodu propozycji integracji.
Zasugerowano, aby zintegrować ten artykuł z artykułem Waiśeszika (dyskusja). Nie opisano powodu propozycji integracji.
Njaja i wajsieszika (sanskryt: nyāya-vaiśeşika) – dwa systemy ortodoksyjnej filozofii indyjskiej, które później stopiły się w jeden system.
Njaja zajmowała się logiką i teorią wnioskowania, natomiast wajsieszika była atomistycznym systemem filozofii przyrody. Njaja i wajsieszika operowały siedmioma kategoriami rzeczywistości: substancją, jakością, czynnością, relacją całości, szczególnością, zawieraniem się (w konieczny sposób) oraz niebytem. Filozofia przyrody głosiła, że wszystkie rzeczy materialne składają się z niezniszczalnych atomów. Kiedy kończy się epoka w dziejach świata, powiązania między atomami rozpadają się i w powstałym chaosie tworzy się nowy świat.
Historia njaji i jej przedstawiciele oraz ich dzieła:
1. Stara szkoła – Dialektyka i prosta filozofia przyrody.
- Akszapada Gautama (ok. I – IV wiek)

„Njaja sutra”
- Pakszilaswamin Watsjajana (V wiek)

„Njajabhaszja” („Szczegółowy komentarz do systemu njaji”)
- Uddjotakara Bharadwaja (VII wiek)

„Njajawarttika” („Uzupełniający komentarz do systemu njaji”)
- Waćaspati Miśra

„Njajawarttikatatparjatika” („Subkomentarz co do prawdziwego sensu Njajawarttiki”)
- Dźajanta Bhatta (IX wiek)

„Njajamańdżari” („Bukiet logiki”)
- Bhasarwadźńa (Bhasarwadżnia)

„Njajasara” („Kwintesencja logiki”)
„Njajabhuszana” („Klejnot logiki”)
- Udajanaćarja (X wiek)

„Njajawarttikatatparjaparisiudhi” („Wyjaśnienie prawdziwego sensu Njajawarttiki”)
2. Nowa szkoła – Teoria poznania i logika, filozofia przyrody wajsiesziki – System (synteza) Wajsiesika – Njaja
- Śiwaditija (ok. 1100–1150 r.)

„Supta-padarthi” („O ośmiu kategoriach”)
- Waradaradża Miśra (ok. 1100 – 1150 r.)

„Tarkika-raksa” („Obrona logiki”)
- Keśawa Miśra (ok. 1225–1275 r.)

„Tarka-bhesa” („Podręcznik logiki”)
- Gangeśa Kaśjapa

„Tattvacintamani”
- Wasudewa Miśra (ok. XV – XVI wieku)
- Raghunatha Siromani (ur. 1477, zm. 1547)

Historia wajsiesziki i jej przedstawiciele oraz ich dzieła
1. Stara szkoła
- Kanada Kasjapa (II – III wiek)

„Wajśeszikasutra”
- Pańczasikhin
- Czandramati (Mariczandra) (V wiek)

„Dasiapadarthasiastra” („Podręcznik 10 kategorii”)
- Praśastapada (Prasiastadewa) (VI wiek)

„Padartha-dharma-sangraha” („Kompendium własności kategorii”)
- Czandrananda

„Vaisesika sutra vritti” (komentarz do dzieła Kanady) (VII – X wiek)
- Wjomasiwa (ok. IX wieku)

„Wjomawati” (komentarz do dzieła Praśastapady)
2. Nowa szkoła
- Udajana (X wiek)

„Kiranawali” („Krąg płomieni”)
- Sridhara (X wiek)

„Njajakandali” („Kwitnące drzewo logiki”)
- Siankara Miśra

„Vaisesika-sutropaskara” (komentarz do dzieła Kanady) (XV wiek)